# Penn Lake Park
Penn Lake Park és una població dels Estats Units a l'estat de Pennsilvània. Segons el cens del 2000 tenia 269 habitants.

## Demografia
Segons el cens del 2000, Penn Lake Park tenia 269 habitants, 118 habitatges, i 84 famílies. La densitat de població era de 53 habitants/km².
Dels 118 habitatges en un 23,7% hi vivien nens de menys de 18 anys, en un 63,6% hi vivien parelles casades, en un 5,1% dones solteres, i en un 28% no eren unitats familiars. En el 22% dels habitatges hi vivien persones soles el 9,3% de les quals corresponia a persones de 65 anys o més que vivien soles. El nombre mitjà de persones vivint en cada habitatge era de 2,28 i el nombre mitjà de persones que vivien en cada família era de 2,67.
Per edats la població es repartia de la següent manera: un 19% tenia menys de 18 anys, un 5,6% entre 18 i 24, un 26,4% entre 25 i 44, un 31,2% de 45 a 60 i un 17,8% 65 anys o més.
L'edat mediana era de 45 anys. Per cada 100 dones de 18 o més anys hi havia 98,2 homes.
La renda mediana per habitatge era de 45.139 $ i la renda mediana per família de 50.000 $. Els homes tenien una renda mediana de 29.018 $ mentre que les dones 26.000 $. La renda per capita de la població era de 20.437 $. Entorn del 5,7% de les famílies i el 4,4% de la població estaven per davall del llindar de pobresa.

## Poblacions més properes
El següent diagrama mostra les poblacions més properes.